# Campeonato Asiático de Atletismo Juvenil de 2019
A 3ª edição do Campeonato Asiático de Atletismo Juvenil foi o evento esportivo organizado pela Associação Asiática de Atletismo (AAA) no Tseung Kwan O Sports Ground, em Hong Kong, entre 15 a 17 de março de 2019. Foram disputadas 40 provas no campeonato para atletas com idade entre 15 e 17 anos classificados como Juvenil. Participaram 436 atletas de 31 nacionalidades, tendo como destaque a China com 12 medalhas no total, sendo 12 de ouro. 

## Medalhistas
Esses foram os resultados do campeonato. 

### Masculino
| Evento                      | Ouro | Ouro     | Prata | Prata    | Bronze                                                       | Bronze   |
| --------------------------- | --- | -------- | --- | -------- | ------------------------------------------------------------ | -------- |
| 100 metros                  | Ali Khalid Mas (KSA) | 10.56    | Seiryo Ikeda (JPN)                                                                                                | 10.63    | Chen Jiapeng (CHN)                                           | 10.66    |
| 200 metros                  | Wang Yen-ho (TPE) | 21.86    | Shanmuga Srinivas Nalubothu (IND)                                                                                 | 21.87    | Ali Al-Balushi (OMA)                                         | 21.93    |
| 400 metros                  | Abdul Razak Cheramkulangara Rasheed (IND)                                                                                   | 48.17    | Navishka Weerakoon (SRI)                                                                                          | 48.26    | Yefim Tarassov (KAZ)                                         | 48.59    |
| 800 metros                  | Allon Tatsunami Clay (JPN)                                                                                                  | 1:50.57  | Mathesh Babu (IND)                                                                                                | 1:51.48  | Sumit Kharab (IND)                                           | 1:55.81  |
| 1 500 metros                | Lee Jae-ung (KOR) | 3:56.36  | Masaya Yanagimoto (JPN)                                                                                           | 3:56.56  | Ajay (IND)                                                   | 3:57.25  |
| 3 000 metros                | Ajit Kumar Yadav (NEP) | 8:30.32  | Amit Jangir (IND)                                                                                                 | 8:36.34  | Gamil Al-Hamati (YEM)                                        | 8:38.60  |
| 110 metros barreiras        | Mohd Irfan Izzan Mohd Fetry (MAS)                                                                                           | 13.60    | Kentaro Soga (JPN)                                                                                                | 13.64    | Marc Brian Louis (SGP)                                       | 13.74    |
| 400 metros barreiras        | Marc Brian Louis (SGP) | 55.09    | Henry Fung (HKG)                                                                                                  | 55.26    | Fahad Mohd Al-Abdulla (QAT)                                  | 55.28    |
| 2.000 metros com obstáculos | Ryuji Miura (JPN) | 5:42.35  | Atul Kumar Bhimsingbhai Gamit (IND)                                                                               | 6:00.45  | Li Yunqi (CHN)                                               | 6:08.79  |
| Revezamento medley          | Índia · Karan Vivek Hegiste · Shanmuga Srinivas Nalubothu · Shashikant Veerupakshappa · Abdul Razak Cheramkulangara Rasheed | 1:54.04  | Sri Lanka · Hirusha Hashen Walimuni Mendis Abesekara · Shemal Milinda PRerera · Isuru Kaushalya Bans Abeywardhana | 1:55.04  | China · Chen Jiapeng · Tang Jiale · An Tengjiao · Sun Jiahao | 1:55.45  |
| Marcha atlética 10 km       | Vishvendra Singh (IND) | 44:09.75 | Li Junran (CHN)                                                                                                   | 44:11.17 | Paramjeet Singh Bisht (IND)                                  | 44:21.96 |
| Salto em altura             | Chen Long (CHN) | 2.20 m   | Ma Jia (CHN) | 2.16 m   | Fu Chao-hsuan (TPE)                                          | 2.14 m   |
| Salto com vara              | Zhong Tao (CHN) | 5.00 m = | Kazuki Furusawa (JPN)                                                                                             | 4.90 m   | Deepak Yadav (IND)                                           | 4.70 m   |
| Salto em comprimento        | Wu Guohang (CHN) | 7.63 m   | Ho Kuei-lin (TPE)                                                                                                 | 7.48 m   | Ryutaro Tanaka (JPN)                                         | 7.43 m   |
| Salto triplo                | Sheng Yin-chen (TPE) | 15.15 m  | Wu Junhui (CHN)                                                                                                   | 15.12 m  | Vishal Mor (IND)                                             | 15.09 m  |
| Arremesso de peso           | Arsalan Ghashghaei (IRI) | 19.36 m  | Amandeep Singh Dhaliwal (IND)                                                                                     | 19.08 m  | Peng Yingtei (CHN)                                           | 18.59 m  |
| Lançamento de disco         | Mohammad Reza Rahmanifar (IRI)                                                                                              | 60.24 m  | Sadegh Samimi (IRI)                                                                                               | 59.85 m  | Huang Nuo-ya (TPE)                                           | 54.93 m  |
| Lançamento do martelo       | Vipin Kumar (IND) | 69.63 m  | Fan Yanfeng (CHN)                                                                                                 | 66.64 m  | Sahand Nouri (IRI)                                           | 65.85 m  |
| Lançamento do dardo         | Cao Junzi (CHN) | 73.25 m  | Nodirbek Bekatov (UZB)                                                                                            | 71.76 m  | Yasumasa Matsushige (JPN)                                    | 69.36 m  |
| Decatlo                     | Usaid Khan (IND) | 6952 pts | Du Chang-huan (TPE)                                                                                               | 6268 pts | Ali Ansari (IND)                                             | 5943 pts |

### Feminino
| Evento                      | Ouro                                                  | Ouro     | Prata                                                                                                 | Prata    | Bronze                                                                                                | Bronze   |
| --------------------------- | ----------------------------------------------------- | -------- | --- | -------- | --- | -------- |
| 100 metros                  | Avantika Santosh Narale (IND)                         | 11.97    | Hanae Aoyama (JPN)                                                                                    | 11.98    | Erna Nuryanti (INA)                                                                                   | 12.08    |
| 200 metros                  | Li Yuting (CHN)                                       | 23.83    | Avantika Santosh Narale (IND)                                                                         | 24.20    | Deepthi Jeevanji (IND)                                                                                | 24.78    |
| 400 metros                  | Saki Takashima (JPN)                                  | 54.83    | Li Fengdan (CHN)                                                                                      | 56.07    | Aleksandra Zalyubovskaya (KAZ)                                                                        | 56.25    |
| 800 metros                  | Rao Xinyu (CHN)                                       | 2:09.03  | Pooja (IND)                                                                                           | 2:09.32  | Maki Ueda (JPN)                                                                                       | 2:09.76  |
| 1 500 metros                | Cade Wright (HKG)                                     | 4:34.04  | Liu Jia (CHN)                                                                                         | 4:36.05  | Chanthini Chandran (IND)                                                                              | 4:36.09  |
| 3 000 metros                | Rina Kimura (JPN)                                     | 9:30.63  | Izumi Takamatsu (JPN)                                                                                 | 9:59.50  | Liu Jingya (CHN)                                                                                      | 10:06.94 |
| 100 metros barreiras        | Thabitha Philip Maheswaran (IND)                      | 13.86    | Mayuko Iwasa (JPN)                                                                                    | 14.03    | Liu Xinyu (CHN)                                                                                       | 14.44    |
| 400 metros barreiras        | Arisa Weruwanarak (THA)                               | 1:00.52  | Yang Jui-hsuan (TPE)                                                                                  | 1:00.68  | Amesha Hettiarachchilge (SRI)                                                                         | 1:01.42  |
| 2.000 metros com obstáculos | Yuzuki Murakami (JPN)                                 | 7:06.53  | Vassilissa Fakhrutdinova (KAZ)                                                                        | 7:22.88  | Fatemeh Sima Shadkam (IRI)                                                                            | 7:32.53  |
| Revezamento medley          | China · Liu Ziyi · Li Yuting · Li Fengdan · Rao Xinyu | 2:10.71  | Índia · Deepthi Jeevanji · Avantika Santosh Narale · Sandra Ajimon Shiny · Priya Habbthanahally Mohan | 2:10.87  | Cazaquistão · Margarita Nazarenko · Aleksandra Sytina · Nadezhda Yurchenko · Aleksandra Zalyubovskaya | 2:13.79  |
| Marcha atlética 5 km        | Jiao Shuangshuang (CHN)                               | 22:54.69 | Yin Lamei (CHN)                                                                                       | 22:56.22 | Minoru Yabuta (JPN)                                                                                   | 23:19.48 |
| Salto em altura             | Lu Jiawen (CHN)                                       | 1.83 m   | Lai Yan Hei (HKG)                                                                                     | 1.79 m   | Chang Chia-yu (TPE)                                                                                   | 1.69 m   |
| Salto com vara              | Polina Ivanova (KAZ)                                  | 3.75 m   | Lan Jieru (CHN)                                                                                       | 3.70 m   | Diva Renatta Jayadi (INA) Maberu Fujiie (JPN)                                                         | 3.55 m   |
| Salto em comprimento        | Thabitha Philip Maheswaran (IND)                      | 5.86 m   | Hua Shihu (CHN)                                                                                       | 5.76 m   | Ambrikha Narzary (IND)                                                                                | 5.73 m   |
| Salto triplo                | Li Chunting (CHN)                                     | 12.97 m  | Kim A-young (KOR)                                                                                     | 12.15 m  | Valeriya Yeryomina (KAZ)                                                                              | 12.02 m  |
| Arremesso de peso           | Meari Hiroshima (JPN)                                 | 16.19 m  | Choi Ha-na (KOR)                                                                                      | 15.87 m  | Chen Yan (CHN)                                                                                        | 15.42 m  |
| Lançamento de disco         | Yang Xin (CHN)                                        | 49.69 m  | Chen Nuo (CHN)                                                                                        | 47.55 m  | Shin Yu-jin (KOR)                                                                                     | 45.61 m  |
| Lançamento do martelo       | Hung Chi-hsien (TPE)                                  | 62.80 m  | Harshita Sherawat (IND)                                                                               | 61.93 m  | Ye Jiayi (CHN)                                                                                        | 59.90 m  |
| Lançamento do dardo         | Mo Yun (CHN)                                          | 54.32 m  | Gong Yu (CHN)                                                                                         | 53.16 m  | Rei Nakamura (JPN)                                                                                    | 48.94 m  |
| Heptatlo                    | Adina Makhsutova (KAZ)                                | 5345 pts | Momoko Ito (JPN)                                                                                      | 5088 pts | Shakhribonu Gofurjonova (UZB)                                                                         | 4634 pts |

## Quadro de medalhas
| Ordem | País           | Medalha de ouro | Medalha de prata | Medalha de bronze | Total |
| ----- | -------------- | --------------- | ---------------- | ----------------- | ----- |
| 1     | China          | 12              | 11               | 8                 | 31    |
| 2     | Índia          | 8               | 9                | 9                 | 26    |
| 3     | Japão          | 6               | 8                | 6                 | 20    |
| 4     | Taipé Chinesa  | 3               | 3                | 3                 | 9     |
| 5     | Cazaquistão    | 2               | 1                | 4                 | 7     |
| 6     | Irão           | 2               | 1                | 2                 | 5     |
| 7     | Coreia do Sul  | 1               | 2                | 1                 | 4     |
| 8     | Hong Kong      | 1               | 2                | 0                 | 3     |
| 9     | Singapura      | 1               | 0                | 1                 | 2     |
| 10    | Arábia Saudita | 1               | 0                | 0                 | 1     |
| 10    | Malásia        | 1               | 0                | 0                 | 1     |
| 10    | Nepal          | 1               | 0                | 0                 | 1     |
| 10    | Tailândia      | 1               | 0                | 0                 | 1     |
| 14    | Sri Lanka      | 0               | 2                | 1                 | 3     |
| 15    | Uzbequistão    | 0               | 1                | 1                 | 2     |
| 16    | Indonésia      | 0               | 0                | 2                 | 2     |
| 17    | Omã            | 0               | 0                | 1                 | 1     |
| 17    | Catar          | 0               | 0                | 1                 | 1     |
| 17    | Iêmen          | 0               | 0                | 1                 | 1     |
| Total | Total          | 40              | 40               | 41                | 121   |